# Kriza u japanskom veleposlanstvu
(17. prosinca 1996. – 22. travnja 1997.) Lima, Peru
Dana 17. prosinca 1996., članovi revolucionarne organizacije MRTA na čelu s 43-godišnjim Néstorom Cerpom zaposjeli su japansko veleposlanstvo u Limi, Peru. Tražili su oslobođenje oko 400 njihovih pristaša iz zatvora. U početku imali su oko 600 taoca, no ubrzo su oslobodili više od polovicu ljudi.
Tadašnji peruanski predsjednik Alberto Fujimori nije želio popustiti pred terorističkim zahtjevima pa je talačka kriza potrajala više od četiri mjeseca. Dana 22. travnja 1997., grupa od oko 140 njegovih komandosa upala je u kompleks, ubivši sve revolucionare. Navodno su neki od njih bili ubijeni i nakon predaje.